# Humedales de Haifeng Guangdong
Los humedales de Haifeng Guangdong son unos humedales catalogados como sitio Ramsar en la provincia de Cantón (en pinyin Guangdong). Tienen una extensión de 115,9 km2. El área fue designada en febrero de 2008 con las coordenadas 22°55′N 115°24′E y el número 1727. Se considera el hogar de los ánsares chinos por la abundancia de aves acuáticas. También tienen la categoría de Reserva natural nacional y de Reserva natural provincial de aves de Haifeng.

## Características
Los humedales son típicos de la zona subtropical marina costera del sur de China. Está formado por llanuras de marea, lagunas, embalses, estuarios, deltas, balsas de acuicultura, manglares intermareales, aguas marinas poco profundas, playas de arena, playas de grava y lagunas permanentes en ríos. 
El sitio sirve de invernada  para numerosas especies, entre ellas la globalmente amenazada espátula menor, el mérgulo jaspeado, el zarapito de Siberia, el águila moteada y el pelícano ceñudo. Los humedales regulan las inundaciones y juegan un papel importante en la regulación del clima de la región.

## Reserva natural provincial de aves de Haifeng
Fue establecida en 1998 con el fin de proteger las aves y su hábitat, en el condado de Haifeng, en la costa de la provincia de Cantón. Está formada por tres partes separadas a lo largo del río Huangjiang, el embalse de Gongping, Dahu y Dongguang Liananwei. El embalse está en la zona alta del río y las otras dos en el estuario. En 2012, invernaban en la zona unas 40.000 aves acuáticas de 224 especies. En octubre de 2006 se lanzó un proyecto de cooperación con WWF-Hong Kong llamado HSBC/WWF Haifeng Wetland Project. En 2008, la zona fue declarada sitio Ramsar.